# Rio Quitauaú
Rio Quitauaú är ett vattendrag i Brasilien.   Det ligger i delstaten Roraima, i den norra delen av landet, 2 500 km nordväst om huvudstaden Brasília.
I omgivningarna runt Rio Quitauaú växer i huvudsak städsegrön lövskog. Trakten runt Rio Quitauaú är nära nog obefolkad, med mindre än två invånare per kvadratkilometer.